# Clădirea fostei școli pedagogice din Chișinău
Clădirea fostei școli pedagogice este un monument de arhitectură de însemnătate locală, introdus în Registrul monumentelor de istorie și cultură a municipiului Chișinău, amplasat în centrul istoric, pe str. Alexei Mateevici, 15. În prezent, în incinta edificiului se află Școala Auxiliară Nr. 7.
Edificiul inițial a fost construit la colțul cartierului, pentru școala eparhial-bisericească în anul 1890, banii fiind alocați de cetățeanul de onoare al Chișinăului – negustorul grec Pericle Rodokonaki⁠(ru)[traduceți]. În clădirea școlii se aflau clase, un orfelinat pentru 12 băieți, apartamentul învățătorului alcătuit din 3 camere și o bucătărie. În 1913 clădirea a fost reconstruită pentru școala pedagogică a zemstvei. În anii 1930 în incinta edificiului s-a aflat progimnaziul „Mihai Eminescu”.